# Epilobium cornubiense
Epilobium cornubiense är en dunörtsväxtart som beskrevs av G.D. Kitchener och D.R. Mckean. Epilobium cornubiense ingår i släktet dunörter, och familjen dunörtsväxter. Inga underarter finns listade i Catalogue of Life.